# In Touch
In Touch es una revista del corazón española, que incluye noticias sobre famosos nacionales e internacionales, moda, belleza, ocio y televisión.
In Touch fue lanzada en España en septiembre de 2006 por el grupo H. Bauer Ediciones, y cuenta con ediciones en Estados Unidos y Alemania. Va dirigida a mujeres de entre 18 y 35 años. Se edita en Madrid.